# Harina de flor

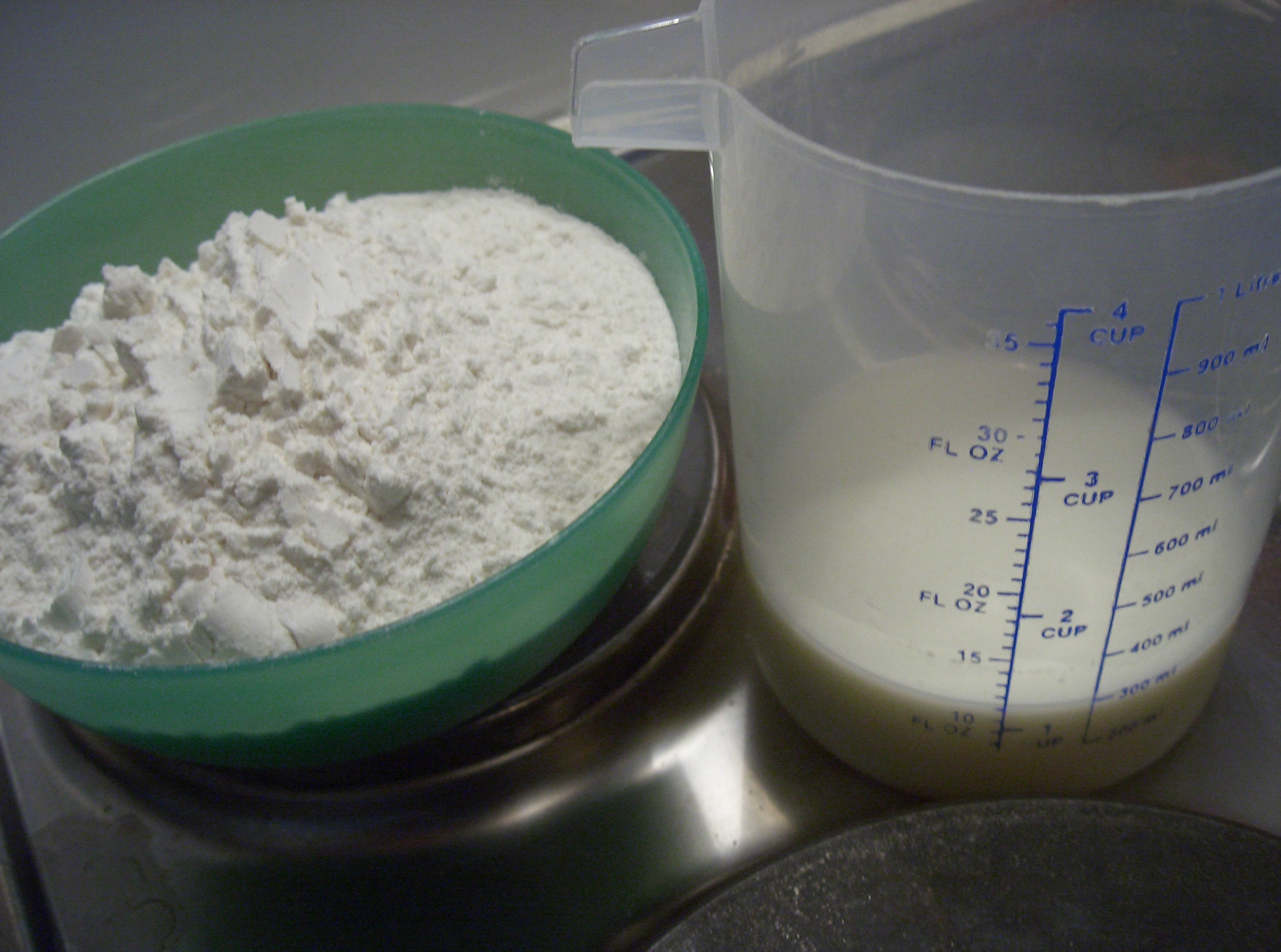

La harina de flor es la harina de trigo molida muy fina. En la repostería del Ándalus se denominaba acemite a un salvado muy fino procedente de la molienda sucesiva de los granos de trigo. Esta harina era empleada en la elaboración de repostería, dejando la harina más común (no tan fina) para la panadería. Antes del advenimiento de las tecnologías molineras del siglo XVII, la harina era obtenida con una fineza mediana (harina común), para obtener una mayor calidad era necesario moler una segunda vez.  
Con el advenimiento de las tecnologías de molienda se definió la tasa de extracción. La tasa de extracción de una harina se calcula mediante la cantidad de kilos de harina que obtenemos moliendo cien kilos de cereal. En el caso de la harina de flor se alcanzan tasa de extracción de cuarenta.

## Historia
En la Biblia se menciona un tipo de harina denominado Heb. Sôleth ("flor de harina" o Harina fina). Esta era la que se ofrecía en las ofrendas del antiguo tabernáculo y el templo. Tal y como las oblaciones (amasadas con aceite en el sacrificio y las libaciones) que con el tiempo se convertirían en las hostias de la consagración de la eucaristía católica. El uso de este tipo de harina hizo que en el mundo anglosajón se denominara flour (flor) como denominación de la harina.